# Trận Koßdorf
Trận Koßdorf là một cuộc xung đột quân sự trong chiến dịch của người Áo tại Sachsen (1760) trong cuộc Chiến tranh Bảy năm, đã diễn ra vào ngày 20 tháng 2 năm 1760, gần Koßdorf trên sông Elbe, Đức. Trong trận chiến này, một đạo quân của Phổ dưới quyền chỉ huy của Thiếu tướng Ernst Heirich von Czettritz đã đánh bại cuộc tiến công của một đạo quân Áo do Trung tướng Hầu tước Philipp Levin von Beck chỉ huy. 200 quân Áo đã bị bắt làm tù binh trong trận đánh này.
Chiến dịch năm 1759 đã đem lại thiệt hại nặng nề cho quân đội Phổ dưới quyền vua Friedrich II (Friedrich Đại đế). Tuy nhiên, sau chiến dịch này, một quân đoàn kỵ binh Phổ dưới sự điều khiển của Czettritz – vốn đã được Quốc vương phái đến để phòng ngự Torgau và Tuyển hầu quốc Brandenburg – vẫn còn ở lại Koßdorf. Vào tháng 2 năm 1760, tướng Beck của Áo đã phát động một cuộc tấn công nhằm vào lực lượng của Czettritz. Tuy nhiên, vị tướng Phổ đã được báo trước về ý định đánh úp của Beck, và vội vã đến các tiền đồn của mình để đương đầu với cuộc đột kích của quân Áo. Lính gác của Phổ đã rút lui về phía quân chủ lực, và bị quân Áo truy kích. Ngựa chiến của Czettritz đã ngã xuống, và ông bị quân Áo bắt làm tù binh. Doanh trại của ông cũng bị cướp phá. Tuy nhiên, lực lượng Thiết kỵ binh Phổ do Schmettau chỉ huy đã mở một đợt tiến công đập tan quân của Beck, giành lại Koßdorf về tay quân Phổ.
Sự kiện Thiếu tướng Von Czettritz bị bắt giữ đã khiến cho tác phẩm "Nguyên lý cơ bản của chiến tranh" (General Principal vom Kriege) của nhà vua Phổ lọt vào tay người Áo. "Nguyên lý cơ bản của chiến tranh" vốn đã được Friedrich Đại đế giao cho các vị tướng của ông giữ trong tuyệt mật ngay từ năm 1753. Không lâu sau trận đánh ở Koßdorf, "Nguyên lý cơ bản của chiến tranh" đã được dịch sang nhiều thứ tiếng.